# ロバート・バーティー (第4代アンカスター＝ケスティーヴァン公爵)
第4代アンカスター＝ケスティーヴァン公爵ロバート・バーティー（英語: Robert Bertie, 4th Duke of Ancaster and Kesteven PC、1756年10月17日 – 1779年7月8日）は、グレートブリテン王国の貴族。1756年から1758年までロバート・バーティー卿、1758年から1778年までリンジー侯爵の儀礼称号を使用した。

## 生涯
第3代アンカスター＝ケスティーヴァン公爵ペレグリン・バーティーとメアリー・パントンの次男として、グリムスソープで生まれた。
兄ペレグリン・トマス・バーティーが1758年12月12日に死去すると、リンジー侯爵の儀礼称号を継承した。イートン・カレッジとケンブリッジ大学セント・ジョンズ・カレッジ（1772年5月18日入学）で教育を受けた。
1776年5月9日に第7歩兵連隊の中尉になった後、アメリカ独立戦争中の1777年に北米で志願兵になった。1778年1月20日、第15歩兵連隊の大尉に昇進した。
1778年8月12日に父が死去するとアンカスター＝ケスティーヴァン公爵の爵位とリンカンシャー統監と式部卿の職を継承した。式部卿の職が分割相続される前では最後の在任者となった。1779年2月12日、枢密顧問官に任命された。
生涯未婚のまま、1779年7月8日に猩紅熱によりグリムズソープで死去、エデンハムで埋葬された。式部卿の職とウィロビー・ド・アーズビー男爵位は妹プリシラとジョージアナの間で停止状態になり（1780年3月18日に解消）、それ以外の爵位や官職は叔父ブラウンロー・バーティーが継承した。ロバートにはスーザンという庶出の娘がおり、彼女はバナスター・タールトンと結婚したが、2人の間に子供はいなかった。